# Lesoto nos Jogos Olímpicos de Verão de 2004
Lesoto competiu nos Jogos Olímpicos de Verão de 2004, em Atenas, na Grécia.